# 黑尔沃西克
黑尔沃西克是德国下萨克森州的一个市镇。总面积21.78平方公里，总人口811人，其中男性406人，女性405人（2011年12月31日），人口密度37人/平方公里。